# いきなりステキ (フラチナリズムのアルバム)
『いきなりステキ』は、 フラチナリズムのミニアルバム。2018年4月22日に発売。

## 収録曲
1. いきなりステキ (4:40)[注釈 1]
2. シグナル (4:46)[注釈 2]
3. ふんどし男の夢花道 (4:40)
4. 物怪ダンス (3:44)
5. 思い出と白い花 (5:31)
6. 単純にイエイ (2:50)

- 全作詞作曲：フラチナリズム